# Urosaurus graciosus
Urosaurus graciosus là một loài thằn lằn trong họ Phrynosomatidae. Loài này được Hallowell mô tả khoa học đầu tiên năm 1854.